# Иностранные добровольцы в Боснийской войне
Иностранные добровольцы в Боснийской войне сражались за каждую из сторон конфликта: боснийцев-мусульман, хорватов и сербов. В документах тех времён обширно представлен национальный состав каждого воинского формирования, однако нигде доля иностранцев в личном составе не превышала 5%. Как правило, в вооружённых формированиях боснийцев из иностранных добровольцев и наёмников преобладали граждане исламских стран (в том числе и моджахеды), в вооружённых формированиях Республики Сербской и Республики Сербской Краины — жители стран Восточной Европы (особенно исповедующие православное христианство), в вооружённых формированиях Хорватии и Хорватской Республики Херцег-Босна — граждане стран Западной Европы, США и лица, придерживавшиеся католического вероисповедания. Многие из иностранных военнослужащих сражались за конкретную сторону исключительно по своим религиозным или политическим побуждениям либо же из-за своих близких культурно-родственных связей с конкретной страной.

## В формированиях боснийских мусульман
Ядро добровольцев, сражавшихся на стороне боснийцев, составляли моджахеды. Численность арабских моджахедов, которые прибыли в Боснию окольными путями и сражались на стороне боснийцев, до сих пор не установлена: цифры колеблются от 300 до 6 тысяч человек. Среди них были как сунниты, так и шииты. Среди суннитов были и те, кто участвовал в войне в Афганистане против советских войск.

### Сунниты
В Боснии моджахеды появились ещё в 1992 году, причём у них каким-то образом оказались хорватские документы. Уже тогда раздались первые заявления об угрозе распространения исламского фундаментализма по всей Европе. Впрочем, моджахеды популярностью не пользовались у боснийцев: дефицита добровольцев в Армии РБиГ абсолютно не было, боснийцам нужно было именно само оружие. Доверия от генералитета боснийских войск и офицеров к моджахедам вообще не было, поскольку те прибыли в Боснию через так называемую Хорватскую республику Герцег-Босна, где обычно арестовывали мусульман. Согласно мнению хорвата Степана Шибера из генералитета АРБиГ, моджахедов в Боснию отправил лично Франьо Туджман при поддержке хорватской контрразведки, чтобы свалить на них обвинения в преступлениях, совершённых хорватскими войсками против гражданского населения. Значение моджахедов искусственно раздул Алия Изетбегович, назвав их символом поддержки Боснии мусульманами всего мира, хотя они играли больше политическую роль, а не военную.
13 августа 1993 в боснийской армии появился батальон «Эль-Муджахид» или «Катеебат аль-Муджахидеен» (батальон совершающих усилия), чтобы начать контролировать беспрерывно прибывающих иностранных мусульманских добровольцев. Изначально мусульмане занимались поставкой продовольствия гражданскому населению и восстанавливали то, что было разрушено в ходе столкновения с сербами. После того, как правительство Боснии рассорилось с ХВО, муджахеды вступили в бои против хорватов на стороне боснийской армии. На судебном процессе над Расимом Деличем арабы, выступавшие в качестве свидетелей, заявляли, что батальон моджахедов был только частью цепочки командования боснийской армии: все решения принимали эмир и шура — командир моджахедов и высший совет, поскольку командованию боснийской армии они не доверяли.
Де-факто подтверждено, что моджахеды были так или иначе причастны к каким-то военным преступлениям, однако привлечь к суду кого-то конкретно из них не удалось. Несколько боснийских офицеров, связанных с моджахедами, предстали перед судом: Амир Кубура и Энвер Хаджихасанович. Но доказать их вину в совершении преступлений с участием моджахедов так и не удалось: к тому же выяснилось, что 3-й армейский корпус боснийской армии имел полное право напасть на моджахедов в случае, если они будут представлять угрозу боснийским войскам. Уже после войны правительство Алии Изетбеговича попыталось ввести закон о предоставлении гражданства моджахедам: но к 2007 году боснийское правительство, рассмотрев около 1000 обращений, отказало более чем 420 лицам в просьбах о предоставлении боснийского гражданства.
После войны подразделения моджахедов были расформированы, и им пришлось уйти с Балкан согласно условиям Дейтонских соглашений. Государственный департамент США заявлял, что число моджахедов, называемое официальными властями, существенно преуменьшено, но старший представитель SFOR заявил, что в Боснии на данный момент проживают не более чем 200 бывших военных, родившихся за границей.

### Шииты
Мусульмане Боснии по своим религиозным убеждениям сунниты, однако шиитский Иран стал первой страной исламского мира, оказавший поддержку боснийцам. Более двух третей единиц оружия, которое получили вооружённые формирования боснийских мусульман, было передано именно Ираном: только с мая 1994 по январь 1995 года Иран отправил более 5 тонн оружия и боеприпасов в Боснию. Шииты из ливанского движения «Хезболла» также ехали добровольцами в Боснию. Агент ЦРУ Роберт Бэр (англ. Robert Baer), работавший в Сараеве, позднее утверждал:
В Сараеве правительство боснийских мусульман — клиент иранцев. Если выбирать между ЦРУ и иранцами, они по-любому выберут иранцев
К концу войны опросы показали, что более 86% боснийских мусульман называли главным другом Боснии именно Иран.
В США утверждают также, что боснийскому правительству помогали несколько сотен солдат из Корпуса Стражей Исламской революции. Ближе к концу войны ливанские добровольцы из «Хезболлы» стали переводиться с фронта в тыл для охраны объектов или для схваток с легко вооружёнными противниками, поскольку обученных солдат у боснийцев хватало, а иностранные моджахеды могли выполнять и другую, более полезную работу.

## В хорватских формированиях
Основными силами, представлявшими Хорватию в конфликте, были Армия Хорватии и Хорватский совет обороны. Среди них было довольно много иностранных добровольцев и наёмников, которые придерживались католического или протестантского вероисповедания. Некоторые сражались как наёмники и получали суммы в размере нескольких тысяч долларов США, однако подавляющая часть иностранцев была одержима идеями неонацизма, белого национализма, антикоммунизма и католического клерикализма. Официально с 1991 по 1995 годы в Хорватии побывал как минимум 481 иностранный доброволец. Согласно утверждениям бывшего неонациста Инго Хассельбаха в книге «Экс-фюрер», в рядах хорватских воинских формирований воевало очень много неонацистов, которые проходили военную подготовку в немецких военных лагерях. Среди участников боевых действий были иностранные добровольцы из Великобритании, Германии, Франции, Австрии, Канады, Испании, Италии, Нидерландов, США, Ирландии, Польши, Австралии, Новой Зеландии, Венгрии, Норвегии, Швеции, Чехии, Словакии, Болгарии, Дании, Финляндии и стран бывшего СССР.
Была создана 103-я интернациональная пехотная бригада в армии Хорватии, куда входили добровольцы из многих вышеперечисленных стран: в бригаде действовали итальянский батальон имени Гарибальди и французский отряд имени Жака Дорио. Очень многие из добровольцев и наёмников проходили когда-то службу во Французском Иностранном легионе. Многие добровольцы присоединились к хорватским силам в Боснии в 1992 году, когда в Хорватии было заключено перемирие.
За хорватские войска сражались также и албанские наёмники, которые пытались добиться изгнания сербского населения из Боснии и Хорватии и, воспользовавшись политической неразберихой внутри Союзной Югославии, добиться отторжения Косова и Метохии. Среди известных албанцев, воевавших в Хорватии, выделяются Агим Чеку и Рахим Адеми. Большую помощь оказывали неонацисты из Германии и Австрии, которые сражались в рядах Хорватских оборонительных сил, образованных Партией права и распущенных в 1992 году (основатель партии и оборонительных сил, Доброслав Парага, позднее попал под суд в Хорватии). Также на стороне хорватов в Войне в Хорватии сражались украинские националисты из военизированной организации УНА-УНСО и неонацисты из стран бывшего СССР (в том числе и России).
Одним из самых странных наёмников, сражавшихся на стороне Хорватии, был либериец Джеки Арклев, который в детстве был усыновлён шведской семьёй и невероятным образом стал ярым неонацистом. В 1990-е годы он прибыл в Хорватию, где стал служить в одном из военизированных формирований и охранял концлагеря Гелиодром и Дретель, где томились пленные боснийские гражданские лица. В 1995 году его приговорили в Сараево к 13 годам тюрьмы. После экстрадиции в Швецию Арклев был полностью оправдан, однако после повторного рассмотрения дела он был приговорён к пожизненному лишению свободы.

## В армии Республики Сербской
Во время войны 1992—1995 гг. боснийские сербы получили поддержку славянских и православных добровольцев из ряда стран, включая Россию. По мнению ряда западных исследователей, всего на стороне боснийских сербов воевало до 4000 добровольцев из России, Украины, Греции, Румынии, Болгарии и т. д.
В сентябре 1992 года в городе Требинье в Восточной Герцеговине был создан первый отряд русских добровольцев в Боснии, насчитывавший 10 бойцов. Возглавил его бывший морской пехотинец Валерий Власенко. Он воевал против армии боснийских хорватов и подразделений регулярной хорватской армии на протяжении сентября-декабря 1992 года. Ядро отряда составила группа добровольцев из Санкт-Петербурга. Отряд действовал в составе сводного сербо-русского подразделения. В конце 1992 года РДО-1 прекратил своё существование.

Чёрно-жёлто-белый флаг, использовавшийся добровольцами из бывшего СССР

РДО-2, получивший из-за монархических убеждений нескольких его участников прозвище «Царские волки», был создан 1 ноября 1992 года в Вишеграде. Его командиром стал воевавший весной-летом 1992 года в Приднестровье 27-летний Александр Мухарев, получивший по инициалам позывной «Ас». Заместителем командира стал Игорь Гиркин, известный сейчас как «Стрелков». 28 января 1993 года основная часть «Царских волков» передислоцировалась в Прибой, увезя с собой и знамя отряда. Там, в Прибое отряд успешно воевал около двух месяцев. Затем, 27 марта, «Царские волки» уехали на западную окраину Сараева, в Илиджу. В августе 1993 года РДО-2 прекратил своё существование, его знамя было сдано в Храм Святой Троицы в Белграде.
Осенью 1993 года был создан РДО-3, составленный из ветеранов и вновь прибывающих добровольцев. Во главе отряда в ноябре того же года встал бывший прапорщик морской пехоты и ветеран боевых действий в Абхазии 39-летний Александр Шкрабов. РДО-3 базировался на юго-восточной окраине Сараева, входя в состав Новосараевского четнического отряда, которым командовал воевода Славко Алексич.
Осенью 1994 года значительная часть российских добровольцев влилась в 4-й разведывательно-диверсантский отряд Сараевско-Романийского корпуса, более известный как «Белые волки». В составе отряда добровольцы приняли участие в большом количестве операций в Сараеве и его окрестностях. По спискам, «Белые волки» насчитывали до 80 человек. Командовал ими Срджан Кнежевич. После подписания Дейтонских соглашений и окончания войны многие добровольцы вернулись в Россию.
В 2013 году правительство Республики Сербской приняло решение посмертно наградить Орденом Милоша Обилича 29 добровольцев из бывшего СССР.
Из иных иностранных добровольцев выделяются греки, чьё подразделение Греческая добровольческая гвардия численностью около 100 человек оказывало активную помощь сербам в боях в Восточной Боснии, в частности за Сребреницу. Это же подразделение обвиняется в том, что именно оно активно участвовало в резне несербского населения в городе. В Греческой добровольческой гвардии служили православные, однако помощь сербам оказывали и радикальные националисты из организации «Хриси Авги», придерживавшиеся языческих верований. Также считается, что на помощь сербам прибывали польские националисты из движений «Национально-радикальный лагерь» и «Национальное возрождение Польши». В мае 1995 года Герцеговинский корпус даже успел сформировать интербригаду в Восточной Боснии, насчитывавшую от 150 до 600 человек. Также известен некий корейский доброволец из 3-го РДО, участвовавший в боях с силами боснийских мусульман в районе Грбавицы, Сараево.
Добровольцы организации УНА-УНСО также сражались в сербских формированиях около Дрвара